# 橋田紘一
橋田 紘一（はしだ こういち、1942年9月29日 - ）は、日本の実業家。九電工社長・会長を歴任。

## 経歴
- 1942年9月 福岡県福岡市生
- 1961年3月 福岡県立修猷館高等学校卒業[1]
- 1966年3月 慶應義塾大学経済学部卒業
- 1966年4月 九州電力入社
- 1997年7月 同社理事宮崎支店長
- 1998年6月 同社理事総務部長
- 2001年6月 同社常務取締役
- 2007年6月 九電工代表取締役社長
- 2013年6月 同社代表取締役会長
- 2014年6月 同社取締役相談役
- 2015年6月 同社相談役